# Wow and Flutter (EP)
Wow and Flutter è l'ottavo EP del gruppo musicale anglo-francese Stereolab, pubblicato nel 1994.

## Tracce
1. Wow and Flutter – 3:07
2. Heavy Denim – 2:49
3. Nihilist Assault Group, Pts. 3–5 – 7:12
4. Narco Martenot – 4:23